# Contea di Pike (Ohio)
La contea di Pike (in inglese Pike County ) è una contea dello Stato dell'Ohio, negli Stati Uniti. La popolazione al censimento del 2000 era di 27 695 abitanti. Il capoluogo di contea è Waverly. Deve il suo nome all'esploratore Zebulon Pike.

## Storia
La Contea fu creata il 1º febbraio 1815 prendendo porzioni di territorio da altre contee preesistenti, ovvero da quella di Scioto, di Ross e di Adams, assegnandole il nome di Pike in onore dell'esploratore e soldato Zebulon Pike ucciso durante la Guerra del 1812.

## Geografia fisica
L'U.S. Census Bureau certifica che l'estensione della contea è di 1150 km², di cui 1143 km² composti da terra e 6 km² composti di acqua.
Confina con le seguenti contee:
- Contea di Ross - nord
- Contea di Jackson – est
- Contea di Scioto - sud
- Contea di Adams - sud-ovest
- Contea di Highland - ovest